# Forme binaire
En musique classique, la forme binaire est une structure musicale particulière de l'œuvre musicale composée de deux sections — A et B — exécutées deux fois chacune, soit : AABB. Sur une partition, la forme binaire est le plus souvent notée au moyen de barres de reprise.
- La section A s'achève habituellement dans une tonalité voisine — très souvent, la tonalité de la dominante.
- La section B au contraire, commence par cette tonalité voisine, et, après un nombre variable de modulations, s'achève sur la tonalité de départ.
- Les deux sections peuvent être d'égale longueur. Lorsque ce n'est pas le cas, c'est la section B qui est généralement plus longue : celle-ci en effet est souvent plus riche, d'abord parce qu'elle contient davantage de modulations, ensuite parce qu'elle utilise fréquemment une partie du matériau thématique de la section A. Si la section B utilise une partie du matériau thématique de la section A, cette forme s'appelle la forme binaire arrondie. La forme sonate est un type de forme binaire arrondie[1].

Un exemple de forme binaire est fourni par les pièces de la suite qui l'adoptent le plus souvent (on peut aussi y trouver la forme rondo, spécialement chez les compositeurs français).